# Riachuelo Futebol Clube
O Riachuelo Futebol Clube é um clube de futebol de Riachuelo, na região centro-litorânea do estado de Sergipe.

## História
Fundado em 1933, foi campeão invicto em 1941.
Suas cores oficiais são vermelho e preto, numa disposição muito parecida com as do Flamengo do Rio de Janeiro. Além disso, seu próprio escudo se assemelha bastante com o famoso rubro-negro carioca. Tal estratégia foi (senão ainda o é) visto por muitos como forma de angariar torcedores no Estado de Sergipe que torcem para o Flamengo, já que é visível que ainda se traduz por estes longínquos lados, a grande quantidade de torcedores de uma das maiores torcidas do Brasil

## Títulos
: Campeão Invicto
| Estaduais | Estaduais                         | Estaduais | Estaduais  |
|           | Competição                        | Títulos   | Temporadas |
| --------- | --------------------------------- | --------- | ---------- |
|           | Campeonato Sergipano              | 1         | 1941       |
|           | Campeonato Sergipano - Série A2   | 1         | 2002       |
| Amistosos |                                   |           |            |
|           | Competição                        | Títulos   | Temporadas |
| Sergipe   | Torneio Hospital Cirurgia Aracaju | 1         | 1939       |

- ¹: O Sergipano de 1943 foi divido em duas divisões, Citadino de Aracaju e Campeonato Sergipano do Interior, ambos os campeões se enfrentavam em uma decisão para saber quem seria campeão estadual. Os títulos são reconhecidos pela Federação Sergipana de Futebol.

## Artilheiros
| Artilharia | Artilharia                      | Artilharia | Artilharia |
| Atleta     | Competição                      | Ano        | Gols       |
| ---------- | ------------------------------- | ---------- | ---------- |
| Theo       | Campeonato Sergipano - Série A2 | 2009       | 9          |

## Desempenho em Competições

### Campeonato Sergipano - 1ª Divisão
| Ano  | Posição                    |
| 2002 | 9º                         |
| 2003 | 4º                         |
| 2004 | 4º                         |
| 2005 | 8º                         |
| 2006 | 9º (Rebaixado)             |
| 2010 | 10º (Lanterna e Rebaixado) |

### Campeonato Sergipano - 2ª Divisão
| Ano  | Posição                    |
| 2001 | 6º                         |
| 2002 | (Campeão e Promovido)      |
| 2009 | (Vice-Campeão e Promovido) |
| 2011 | 13º (Lanterna)             |

### Copa Governo do Estado de Sergipe
| Ano  | Posição       |
| 2005 | 6º (Lanterna) |